# Begonia luxurians
Begonia luxurians là một loài thực vật có hoa trong họ Thu hải đường. Loài này được Scheidw. mô tả khoa học đầu tiên năm 1848.

## Hình ảnh

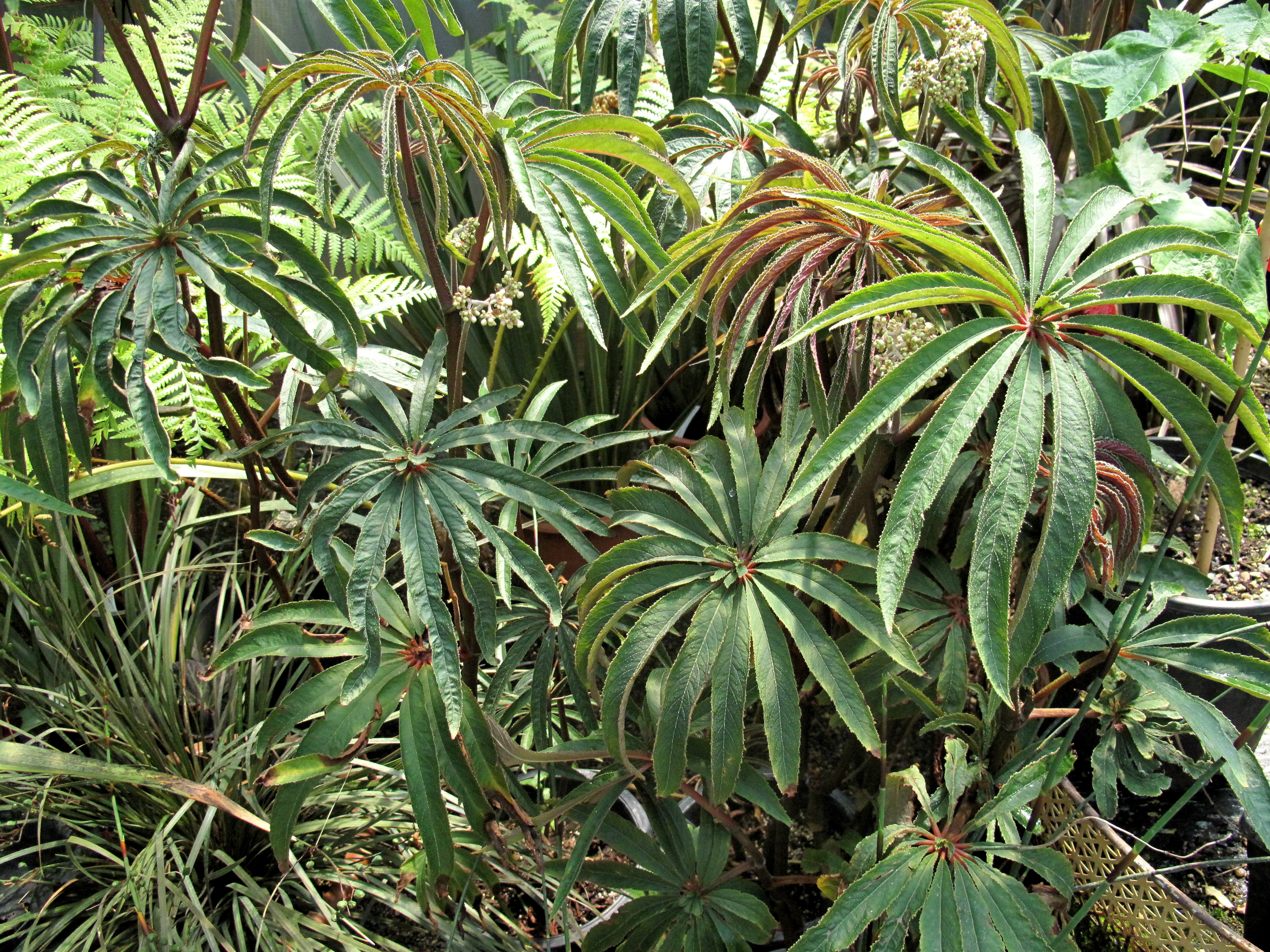
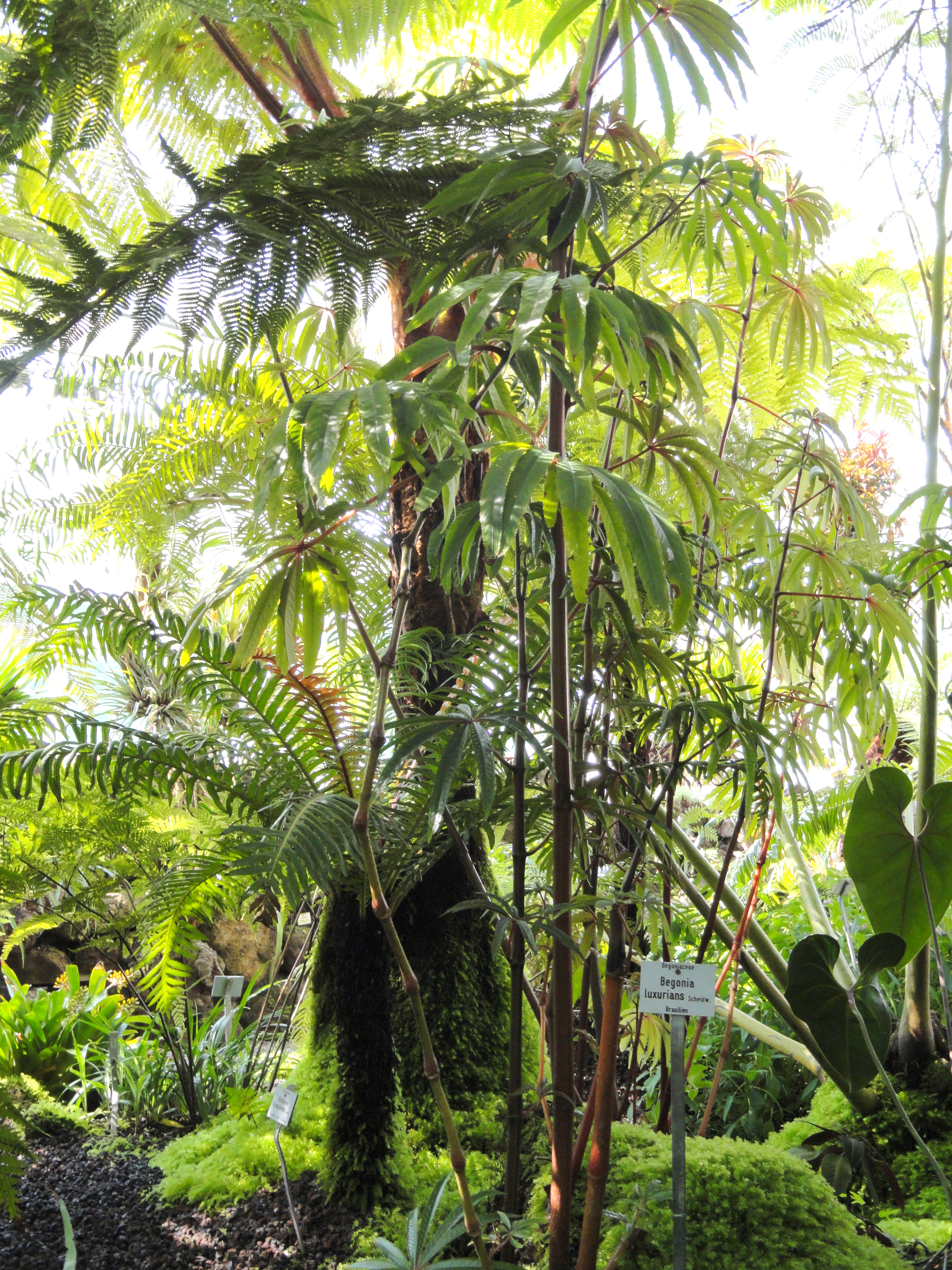
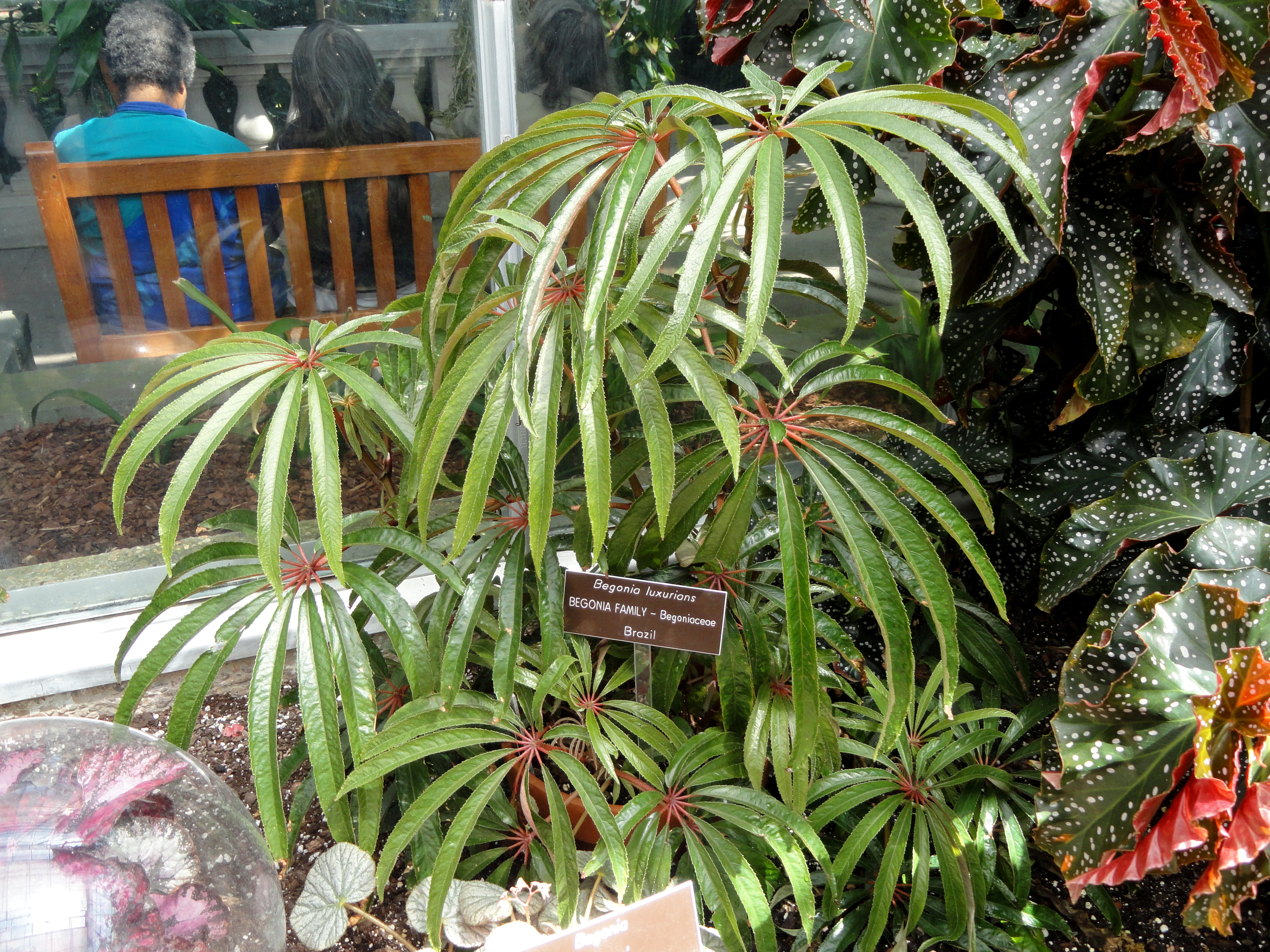
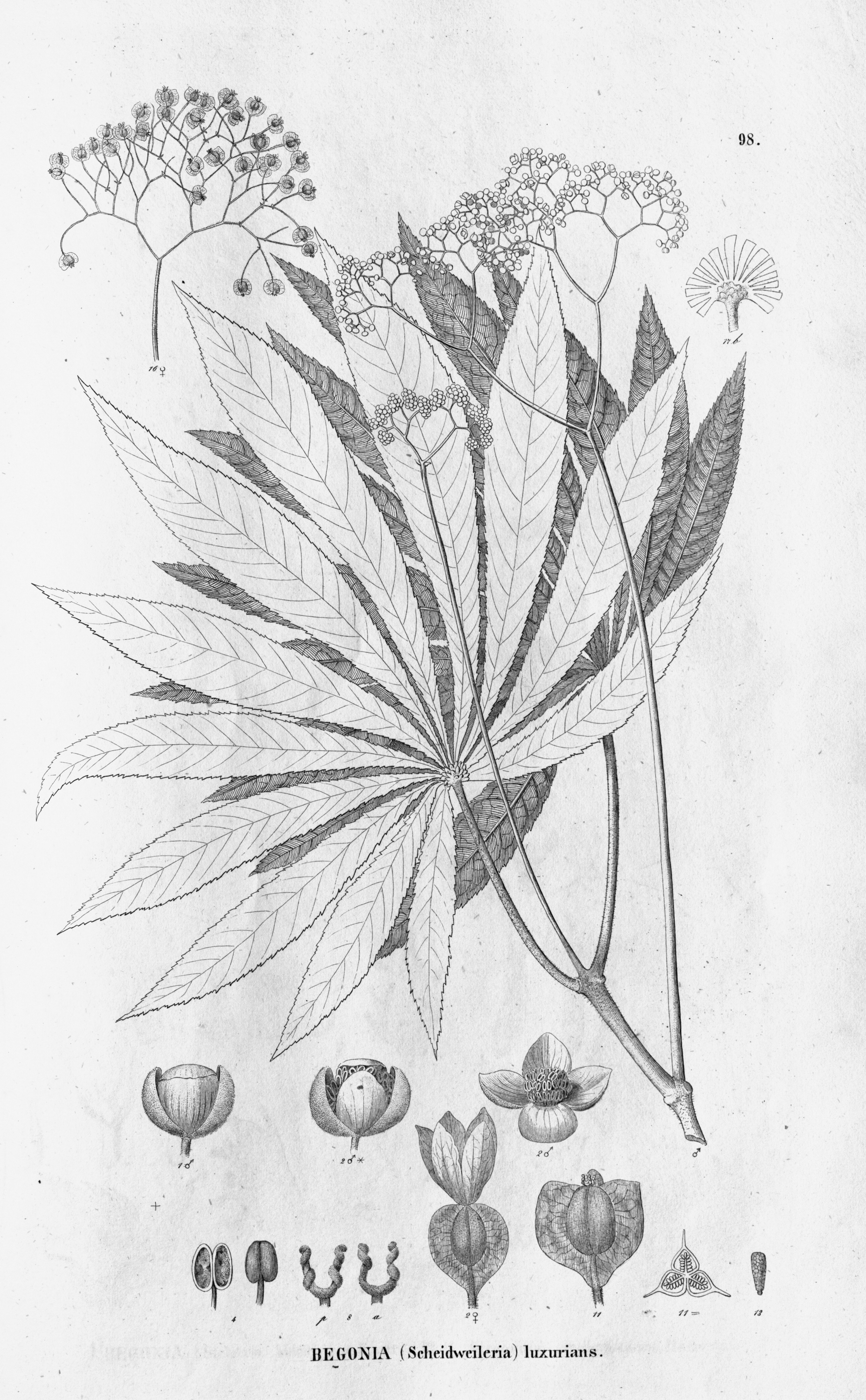